# Okres Szeghalom
Okres Szeghalom (maďarsky Szeghalomi járás) je okres v župě Békés v jihovýchodním Maďarsku. Sídlem okresu je od roku 2013 město Szeghalom.

## Poloha
Okres se rozkládá ve Velké maďarské nížině. Nadmořská výška je zhruba 80 - 85 m. Územím protékají řeky Körös a Berettyó.

## Sídla
Okres je tvořen čtyřmi městy a třemi vesnicemi. Přehled je uveden v tabulce, kde počet obyvatel je k 1. lednu 2012 :
| Jméno         | Typ obce      | Počet obyvatel |
| ------------- | ------------- | -------------- |
| Szeghalom     | okresní město | 9 115          |
| Füzesgyarmat  | město         | 5 665          |
| Körösladány   | město         | 4 582          |
| Vésztő        | město         | 6 680          |
| Bucsa         | vesnice       | 2 055          |
| Kertészsziget | vesnice       | 379            |
| Körösújfalu   | vesnice       | 537            |

V okrese v lednu 2012 žilo celkem 29 013 lidí.  Ti tady pracují hlavně v zemědělství ( ovoce, pšenice, kukuřice) a v živošišné výrobě.  

## Dopravní spojení
Okresem prochází především hlavní silnice č. 47, která spojuje oblast se župním městem Békéscsaba na jihozápadu a s městem Debrecín na severozápadu. Oblast je také protkána železničními tratěmi.